# Столцит
Столцитът е оловно-волфрамов минерал, с обща формула PbWO4. Столцитът е много близък по свойства с минерала вулфенит, с когото често се намира в асоциации в рамките на общо находище. Кристалите от столцит имат изключително близка оптична плътност до тази на стъклото, но притежават значително по-висока плътност (8,28 g/cm3 срещу приблизително 2,2 g/cm3 за кварцово стъкло). Минералът се използва за производстовото на сцинтилатори. Столцитът е открит през 1845 година и е наречен в чест на чехословашкия минеролог от Теплице, Бохемия - Йозеф Алекси Столц.